# بوني أندرسون
بوني أندرسون (Bonnie Anderson) من مواليد 28 نوفمبر 1994.هي مغنية وكاتبة أغاني أسترالية ،كانت بداياتها الموسيقية بسن 12 سنة عندما فازت بمسابقة اكتشاف المواهب غوت تالنت في نسخة أستراليا.أطلقت أولي أغانيها سنة 2013 تحت عنوان (بالإنجليزية: "Raise the Bar")‏
.

## ديسكوغرافي
| السنة | العنوان                                                         | الترتيب     | شهادة مبيعات الموسيقى المسجلة | الألبوم           |
| السنة | العنوان                                                         | أريا تشارتس | شهادة مبيعات الموسيقى المسجلة | الألبوم           |
| ----- | --------------------------------------------------------------- | ----------- | ----------------------------- | ----------------- |
| 2012  | "Gonna Make You Sweat" (Justice Crew featuring Bonnie Anderson) | —           |                               | Non-album singles |
| 2013  | "Raise the Bar"                                                 | 55          |                               | Non-album singles |
| 2014  | "Blackout"                                                      | 19          | - ARIA: Gold                  | Non-album singles |
| 2014  | "Rodeo"                                                         | —           |                               | Non-album singles |
| 2015  | "Unbroken"                                                      | 63          |                               | Non-album singles |
| 2016  | "The Ones I Love"                                               | —           |                               | Non-album singles |

## روابط خارجية
- بوني أندرسون على موقع IMDb (الإنجليزية)
- بوني أندرسون على موقع ميوزك برينز (الإنجليزية)